# الایر (نیوجرسی)
الایر، نیو جرسی (به انگلیسی: Allaire, New Jersey) یک منطقهٔ مسکونی در ایالات متحده آمریکا است که در نیوجرسی واقع شده‌است.

## خصوصیات
الایر ۵۷٫۵۸۰ کیلومترمربع مساحت و ۷٬۰۵۰ نفر جمعیت دارد و ۱۰٫۰۶ متر بالاتر از سطح دریا واقع شده‌است.